# Louis-Auguste Cyparis
Louis-Auguste Cyparis, más conocido por su nombre artístico de Ludger Sylbaris, (1875? - 1929) fue un prisionero encerrado en una prisión de Martinica célebre por haber sobrevivido a la monstruosa erupción del Monte Pelée en 1902.

## Criminal preso
Encarcelado aproximadamente a los 27 años de edad por haber matado a uno de sus amigos en un duelo con puñales, el obrero Cyparis esperaba su ejecución en una celda subterránea de la prisión gubernamental francesa de St. Pierre, entonces capital administrativa y centro económico de la isla de Martinica.

## Salvado por la celda
La mazmorra en que se encontraba solo se ventilaba a través de un ventanuco que miraba en dirección contraria al volcán. Por la mañana temprano del 8 de mayo de 1902, un enorme flujo piroclástico fue eyectado del volcán, y se dirigió a St. Pierre a una velocidad de 670 km por hora. La temperatura interna de la nube era de más de 1.075 °C. La ciudad fue arrasada y murieron en la tragedia más de 30.000 personas.
La erupción fue tan devastadora que un testigo declaró: 

"La montaña explotó en pedazos sin aviso".

 Otro dijo que 

"Fue como presenciar la explosión de una refinería de petróleo gigante. Hacia nosotros vino una gigantesca pared de fuego, y su sonido parecía el disparo de mil cañones. La ola de fuego nos cubrió como si fueran relámpagos estallando sobre nosotros. Era un huracán de fuego".

 Un tercero expresó: 

"La ciudad se desintegró ante nuestros ojos".

 Un navío militar intentó aproximarse a la costa a las 12:30, pero el intenso calor de la tierra le impidió amarrar hasta después de las 3 de la tarde. Los restos de la ciudad ardieron durante varios días. El flujo piroclástico arrasó un área de 21 km².

## Los otros sobrevivientes

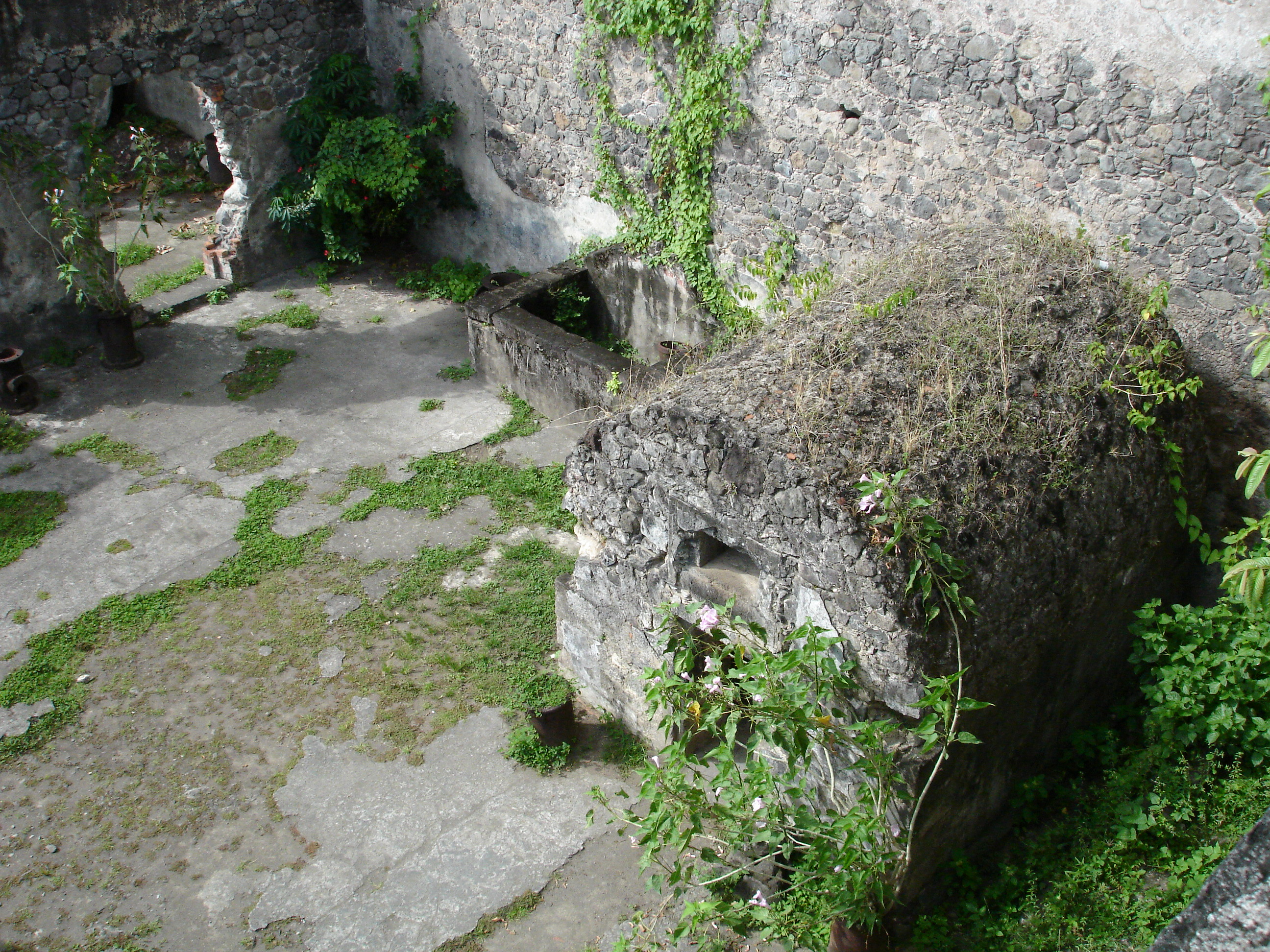
Ruinas de la prisión de St. Pierre. A la derecha se observa la celda con la pequeña ventana que salvó la vida de Cyparis.

En un primer momento se dijo que solo sobrevivieron tres personas, y Cyparis fue una de ellos —los otros dos fueron el zapatero Léon Compère-Léandre, que escribió un impresionante recuento de la erupción en sí y de los padecimientos de los escasos sobrevivientes y la niña Havivra Da Ifrile—. La nube ardiente destruyó la prisión pero no tocó el subsuelo. Con horrible quemaduras en los miembros y la espalda, Louis-Auguste se debatió de dolor durante cuatro días, hasta que sus quejidos desesperados alertaron a un grupo de rescate que lo desenterró.

## Testimonio, perdón y vida posterior
Cyparis manifestó correctamente que la erupción tuvo lugar a la hora del desayuno (la explosión principal ocurrió a las 7:52 de la mañana), que sufrió un calor intenso y que el aire estaba lleno de cenizas.
Finalmente fue perdonado de su delito y terminó trabajando en el célebre Circo Barnum, donde se lo exhibía como "El hombre que sobrevivió al Juicio Final", un final paradójico para un sentenciado a muerte que fue premiado, precisamente, por haber sobrevivido. Se lo podía ver mostrando sus quemaduras, dentro de una réplica exacta de su celda de St. Pierre.
Cyparis fue el primer hombre negro en convertirse en estrella del espectáculo en una época de gran discriminación racial.
Murió de causas naturales en 1929.